# Байду, Самсон
Самсон Байду (нем. Samson Baidoo; род. 31 марта 2004, Грац) — австрийский футболист, защитник французского клуба «Ланс» и сборной Австрии.

## Клубная карьера
Выступал за молодёжные команды «Пост СВ Грац» и ГАК. В 2018 году стал игроком футбольной академии клуба «Ред Булл Зальцбург».
С 2021 года выступал за «Лиферинг», фарм-клуб «Зальцбурга» во Второй лиге Австрии.
30 августа 2022 года дебютировал в основном составе «Зальцбурга», выйдя на замену в матче Кубка Австрии против «Гуртена». 29 октября 2022 года дебютировал в австрийской Бундеслиге, выйдя на замену в матче против «Хартберга».

## Карьера в сборной
Выступал за сборные Австрии до 15, до 16, до 17, до 18 и до 19 лет.

## Личная жизнь
Адаму родился в Австрии в семье выходцев из Ганы.